# Nothobranchius annectens
Nothobranchius annectens là một loài cá trong họ Nothobranchiidae. Nó là loài đặc hữu của Tanzania. Môi trường sống tự nhiên của nó là các vùng đất ngập nước có cây bụi, đầm lầy, và các vũng nước đầy cỏ dại.